# Suzanne Grégoire
 Suzanne Nelly Barbe Grégoire  (Grammont, 21 janvier 1906 - Bruxelles, 18 décembre 1982) est une femme politique belge, membre du Parti communiste de Belgique (PCB).

## Biographie
Suzanne Grégoire voit le jour dans une famille ouvrière militante, son père ouvrier pâtissier est un militant de gauche du Parti ouvrier belge qui rejoindra le PCB en 1924. Sa mère est quant à elle active au sein des Femmes prévoyantes socialistes.
Apprentie couturière, Suzanne Grégoire devient ouvrière d’usine (foreuse-fraiseuse) à Herstal. Suivant l’exemple de son père, elle rejoint le PCB en 1934 et part suivre à Moscou les cours de l’École internationale Lénine de 1935 à 1937.
De retour de Moscou, Suzanne Grégoire devient un permanent du parti, elle est responsable nationale des femmes et secrétaire de la section d’Herstal du parti. Dans la foulée, elle y est élue conseillère communale en octobre 1938 et entre au comité central du PCB en 1939.
Lors de l’occupation allemande, Suzanne Grégoire prend part activement à la résistance communiste, elle fonde en juin 1941 la feuille clandestine « La Voix des femmes ». Entrée dans la clandestinité, elle fait partie du front de l'indépendance et des partisans armés. Début mars 1943, Suzanne Grégoire devient secrétaire fédérale du parti pour Bruxelles mais, quelques jours plus tard le 19 mars, elle est arrêtée par la Gestapo. Elle est déportée au camp de concentration de Ravensbrück.
Rentrée de déportation à la fin du conflit, Suzanne Grégoire reprend ses activités au sein du PCB, en 1946 elle est élue députée pour l’arrondissement de Bruxelles où elle habite désormais. Elle n'est pas réélue lors des élections législatives de 1949. Suzanne Grégoire est en effet en désaccord avec la direction du parti concernant la place et le rôle des femmes, elle proposa dès 1947 de supprimer les Amicales de femmes communistes, estimant défavorable leur séparation du Parti ; les différentes organisations féminines cloisonnant les revendications et l’action des femmes.
À la suite de ces divergences, Suzanne Grégoire quitte le Comité Central en 1951 tout en restant militante du parti, elle sera notamment élue en 1952 conseillère communale de Schaerbeek.
Suzanne Grégoire soutiendra activement à la longue grève (11 semaines) des ouvrières de la Fabrique nationale d’Herstal en 1966, cette grève constitue une première en Europe, près de 3000 travailleuses réclament en effet un salaire égal pour tous. Le 8 octobre 1966, Suzanne Grégoire est élue trésorière du comité « A travail égal, salaire égal » créé l’année précédente.
En 2008, le conseil communal d’Herstal décida à l’unanimité de donner son nom à la prochaine nouvelle rue de l’entité.

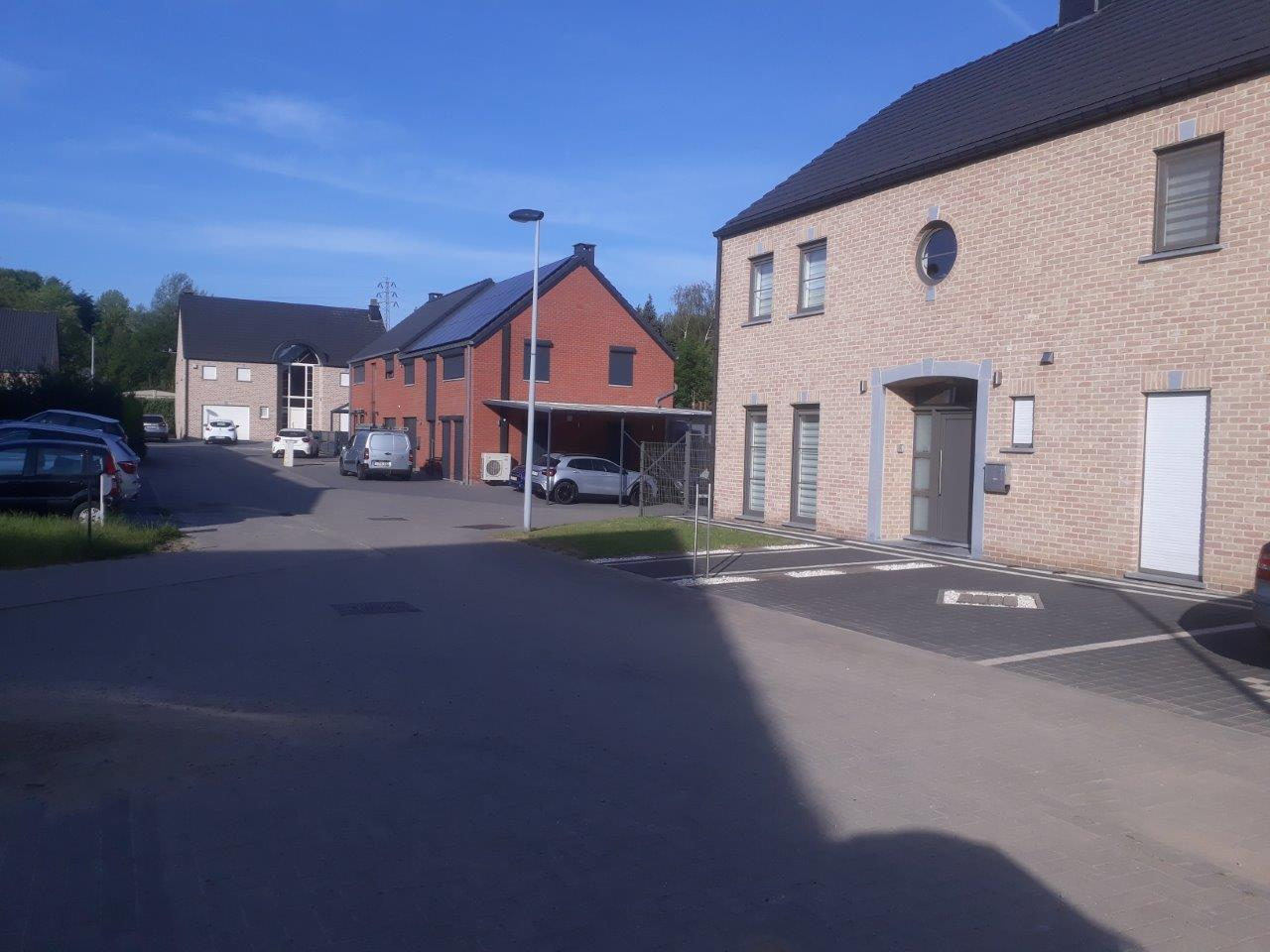
La rue Suzanne-Grégoire à Vottem (Herstal), Belgique.

## Sources
- Eliane Gubin (sd): « Dictionnaire des femmes belges XIXe et XXe siècles », Ed Racine, Bruxelles, 2006
- Site du Centre des Archives communistes en Belgique (CArCoB)
- Le Maitron en ligne, article Suzanne Grégoire
- Suzanne Grégoire à l'honneur